# Flip i Flap na bezludnej wyspie
Flip i Flap na bezludnej wyspie (tyt. fr. Atoll K, tyt. wł. Atollo K) – włosko-francuski film komediowy z 1951 roku, znany też pod alternatywnym tytułem Flip i Flap: Utopia.
W rolach głównych wystąpili Flip i Flap, czyli Oliver Hardy i Stan Laurel – popularny duet aktorski tego okresu. Film jest ostatnią produkcją z udziałem tego duetu.

## Fabuła
Flip i Flap podróżują statkiem, który tonie. Udaje im się uratować. Lądują na bezludnej wyspie, która właśnie wyłoniła się z wody. Wraz z nimi trafiają na nią apatryda i emigrant oraz panna uciekająca przed swym narzeczonym. Wszyscy razem decydują się osiedlić na niej. Po jakimś czasie okazuje się, że wyspa jest źródłem niewyobrażalnej ilości uranu. Bohaterowie tworzą więc swój własny rząd, by żadne państwo nie mogło odebrać im ich własności. Tworzą konstytucję, z której wynika, że na ich wyspie nie ma żadnych praw ani podatków. Jednak liberalizm ten sprawia, że na wyspę zaczynają ściągać najwięksi złoczyńcy.

## Obsada
- Stan Laurel – Flip
- Oliver Hardy – Flap
- Suzy Delair – Chérie Lamour
- Félix Oudart – Burmistrz
- Luigi Tosi – Jack Frazer
- Adriano Rimoldi – Giovanni Copini
- Robert Murzeau – Kapitan Dolan
- Michael Dalmatoff – Alecto
- Vittorio Caprioli – Włoski prawnik
- Lucien Callamand – Fortune hunter
- Suzet Maïs – pani Dolan